# Garett Maggart
Garett Carter Maggart (ur. 24 maja 1969 w Darien w Connecticut) – amerykański aktor telewizyjny i filmowy. Syn Brandona Maggarta i Lu Jan Hudson. Jego siostra przyrodnia Fiona Apple (ur. 1977) jest piosenkarką. 

## Wybrana filmografia

### Filmy fabularne
- 1982: Świat według Garpa jako dzieciak w sali gimnastycznej
- 2007: A właśnie, że tak! (Because I Said So) jako Eli, mąż Mae (Piper Perabo)

### Seriale TV
- 1995: Frasier jako Bruce
- 1996-99: Gliniarz z dżungli (The Sentinel) jako Blair Sandburg
- 2002: Ostry dyżur (ER) jako porucznik Ottenson
- 2002: CSI: Kryminalne zagadki Miami (CSI: Miami) jako Michael Maddox
- 2004: Dni naszego życia (Days of Our Lives) jako  kontroler (lotnictwo)